# Схонорд (Куворден)
Схонорд (нід. Schoonoord) — село в нідерландській провінції Дренте. Входить до муніципалітету Куворден.
Його площа становить 12,03 км², а населення станом на 2021 рік складало 2 130 осіб.
Було засноване 1854 року робітниками, які будували Ораньєканал. Згодом розрослося за рахунок робітників, які перебралися до регіону задля роботи на видобутку торфу.